# Помпейская сцена
«Помпейская сцена» (англ. Pompeian Scene, или «Полуденный отдых») — картина английского художника Лоуренса Альма-Тадемы, написанная в 1868 году.

## Описание
«Помпейская сцена» показывает обстановку Древней Греции, которую художник скрупулёзно восстанавливает по известным ему археологическим раскопкам середины XIX века. На столе, на переднем плане, расположены два золотых кубка, серебряная статуэтка Афродиты, хлеб, цветы, виноград, фрукты и краснофигурная амфора, образующие некое подобие натюрморта. Профиль, прическа и одежды молодой женщины, играющей на двойной флейте, восходят к фигурам Фидия. Четкий рисунок, насыщенный цвет. На заднем плане двое мужчин — молодой и старый — слушают как юная женщина играет на двойной флейте. Старик засыпает, тогда как молодой человек оценивающе следит за девушкой. Её профиль, фигура и одежды восходят к скульптурам Фидия. Чёткий рисунок, насыщенные цвета и безупречная манера письма напоминают древнегреческую вазопись.

## Провенанс
Картина была преподнесена в дар музею Прадо в 1887 году Эрнесто Гамбартом (Ernesto Gambart), испанским консулом в Ницце. В настоящее время она выставлена в зале 62b Прадо. Инвентарный номер — P03996.